# Шон Пол
Шон Пол Ра́ян Фре́нсіс Енрі́кез (англ. Sean Paul Ryan Francis Henriques; нар. 9 січня 1973, Кінгстон, Ямайка), більш відомий як Шон Пол (англ. Sean Paul) — ямайський денсхол-виконавець. Володар музичної премії Греммі.

## Життєпис

### Ранні роки
Шон Пол народився в Кінгстоні (Ямайка) 9 січня 1973 року в заможній родині. Його пращури жили на Ямайці протягом декількох століть: його дід по батькові мав сефардське (єврейське) походження з родини, яка емігрувала з Португалії, його бабця по батькові була афро-карибського походження. Мати — англійського та китайського походження. Багато з родичів Шона професійно займалися плаванням, тому він теж у підлітковому віці серйозно займався ним та водним поло, брав участь у багатьох національних та міжнародних змаганнях наприкінці 80-х — початку 90-х. Під час поїздок на ці змагання хлопець почав набувати навичок ді-джея завдяки відвідуванню дискотек і клубів, де він отримав можливість повчитися мистецтву ді-джейства.
Мати Шона була художницею, тому з малих років прищеплювала синові любов до мистецтва та музики, вона бажала, щоб він отримав класичну музичну освіту по класу фортепіано. Саме вона подарувала хлопчикові, коли йому виповнилося 13 років, його перший музичний інструмент — клавішні фірми Yamaha, які коштували тоді 30 американських доларів.

### Музична кар'єра
Батько Шона багато років був знайомий з гітаристом місцевої регі-групи Кетом Куром, саме він і зробив синові невелику протекцію, давши послухати Куру демо-записи свого нащадка. Музикант, розгледівши в юнакові серйозний потенціал, запросив його до співпраці. Саме Кет Кур став для Шона Пола першим учителем, він навчив його тому, як писати пісні і які саме пісні треба писати, щоб стати популярним на Ямайці та в інших країнах. На його думку, Шон повинен був писати головним чином безтурботні пісеньки про дівчат, любов і секс. Так Шон Пол став учасником регі-команди Third World. Група спродюсувала кілька демо-записів Шона, однак справа йшла повільно, і лише через пару років молодий музикант уперше потрапив до звукозаписної студії разом зі своїм новим менеджером, для якого це був перший досвід роботи в такій якості.
Першими синглами Шона були пісні Fat Eh Nah (1996 року) та Baby Girl (1999 року), яка стала великим хітом на Ямайці. Після цього Шон Пол почав працювати з продюсером Джеремі Гардінгом. Разом з ним молодий музикант записав композиції Infitrate та Excite me — сингли, які зробили Шона зіркою в багатьох країнах Карибського басейну. Наступна пісня — Deport them — очолила офіційний чарт Ямайки й відкрила молодому виконавцеві дорогу на американський ринок. Ця пісня звучала на радіостанціях Маямі та стала хітом у нью-йоркській хіп-хоп спільноті. Шон став першим регі-виконавцем, якого запросили виступити на Hot 97's Summer Jam — одному з найважливіших щорічних ритм-енд-блюз і хіп-хоп фестивалів. Там молодий музикант зміг познайомитися з такими артистами, як Алія, Snoop Dogg та іншими. Після такого успіху артист став більше експериментувати зі звуком і робити спроби з'єднання таких стилів, як dancehall reggae і хіп-хоп. 1999 року Шон Пол об'єднав зусилля з Mr. Vegas для запису пісні Hot Gal Today. Композиція увійшла до саундтреку фільму Shaft за участю Семюела Л. Джексона.
У березні 2000 року, коли пісня Hot Gal Today отримала популярність на Східному узбережжі США, вийшов дебютний альбом молодого артиста під назвою Stage One. Шон Пол став першим регі-виконавцем, чиї два сингли водночас були поставлені на ротацію популярними американськими радіостанціями. Завдяки підтримці радіо, пісня Hot Gal Today зайняла 6 місце в хіп-хоп чарті Billboard.
Одночасно з цим Шон Пол об'єднав зусилля з Mr Vegas та DMX і записав пісню Top Shotter, що увійшла до стаундтреку фільму Belly. Цей хіт став для молодого артиста новим кроком на шляху до слави й успіху. За опитуванням журналу Billboard, проведеного за підсумками 2000 року, дебютний альбом Шона Пола зайняв 4 місце в списку найкращих альбомів у стилі регі, а сам Шон опинився на 3-й позиції рейтингу регі-виконавців.
1999 року артист провів інтенсивне турне, виступивши в Європі, США та Японії й підготувавши плацдарм для своєї наступної роботи.
Новий альбом Шон Пол записував разом із продюсерами Тоні Келлі та Джеремі Гардінгом. Альбому Dutty Rock, який вийшов 2002 року, як виявилося, судилося стати переворотом в регі та хіп-хоп музиці. Музикант і його продюсери знайшли ідеально збалансоване поєднання dancehall reggae і хіп-хопу, щоб зробити отриманий коктейль стилів рівноправною частиною мейнстриму. Того ж року перший сингл з альбому — пісня під назвою Gimme the light — пробився у п'ятірку найкращих американського чарту. Ще більший успіх очікував другий сингл Get busy, що очолив американський хіт-парад у травні 2003 року. Сам альбом потрапив у десятку найкращих у США, і його тираж швидко перетнув мільйонну позначку. Композиція Get busy, ставши хітом у більшості країн Європи, відкрила музиканту шлях і на європейський ринок. 2003 року Шон Пол став найпопулярнішим артистом тематичних радіостанцій по всьому світу. Журнал Billboard визнав музиканта «Найкращим регі-виконавцем року».
Наприкінці 2003 року відразу кілька пісень, в записі яких взяв участь Шон Пол, опинилися на високих місцях у чартах по всьому світу. Йдеться про композицію Like Glue — третій сингл із альбому Dutty Rock, а також про спільні роботи Шона зі співачками Blu Cantrell (пісня Breathe) та Бейонсе (Baby Boy). Дует Пола з Бейонсе вісім тижнів поспіль очолював офіційний чарт синглів США.
27 вересня 2005 року вийшов його третій альбом The Trinity, який мав велику кількість популярних синглів: We Be Burnin', Ever Blazin', Give It up to Me, Temperature та Never Gonna Be The Same.
2008 року Шон Пол випустив кліп на пісню Hit Dem Up спільно з Farenheit та рідним братом Jigzagula.
18 серпня 2009 року Шон Пол випустив свій четвертий альбом Imperial Blaze, синглами якого стали пісні So Fine та Press It Up.
2013 року спільно з Арашем випустив нову пісню під назвою She Makes Me Go.
У жовтні 2016 року Clean Bandit випустили пісню «Rockabye» разом з Шоном і англійською співачкою Енн-Марі. Пісня пробула дев'ять тижнів поспіль під номером один, і отримала бажаний різдвяний номер один. 18 листопада 2016 року співак випустив сингл «No Lie» з його майбутнього сьомого студійного альбому за участю Дуа Ліпи.

## Дискографія

### Студійні альбоми
- 2000: Stage One
- 2002: Dutty Rock
- 2005: The Trinity
- 2009: Imperial Blaze
- 2012: Tomahawk Technique
- 2014: Full Frequency

### Саундтреки
- 2001: Top Shotter — до фільму Belly
- 2003: Get Busy — до фільму «Скейтбордисти»
- 2004: Three Little Birds — до мультфільму «Підводна братва»
- 2005: Give It Up To Me — до фільму «Крок уперед»
- 2017: "No lie"; - до фільму " Рятувальники Малібу"

### Сингли

#### Як головний артист
- 2016: Paradise Crick Neck No Lie Tek Weh Yuh Heart